# فوهة أطلس

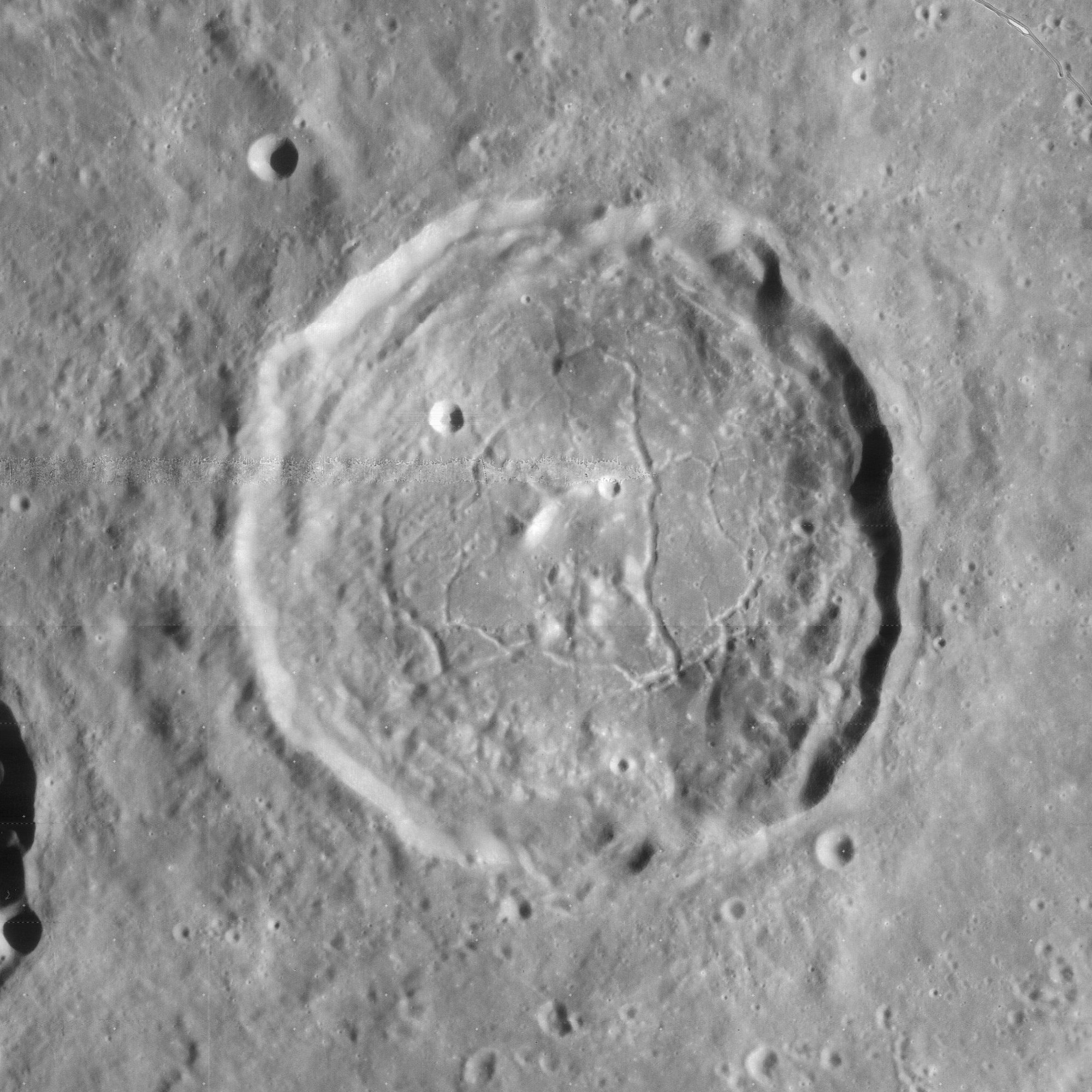
فوهة أطلس
(46.7°N 44.4°E)

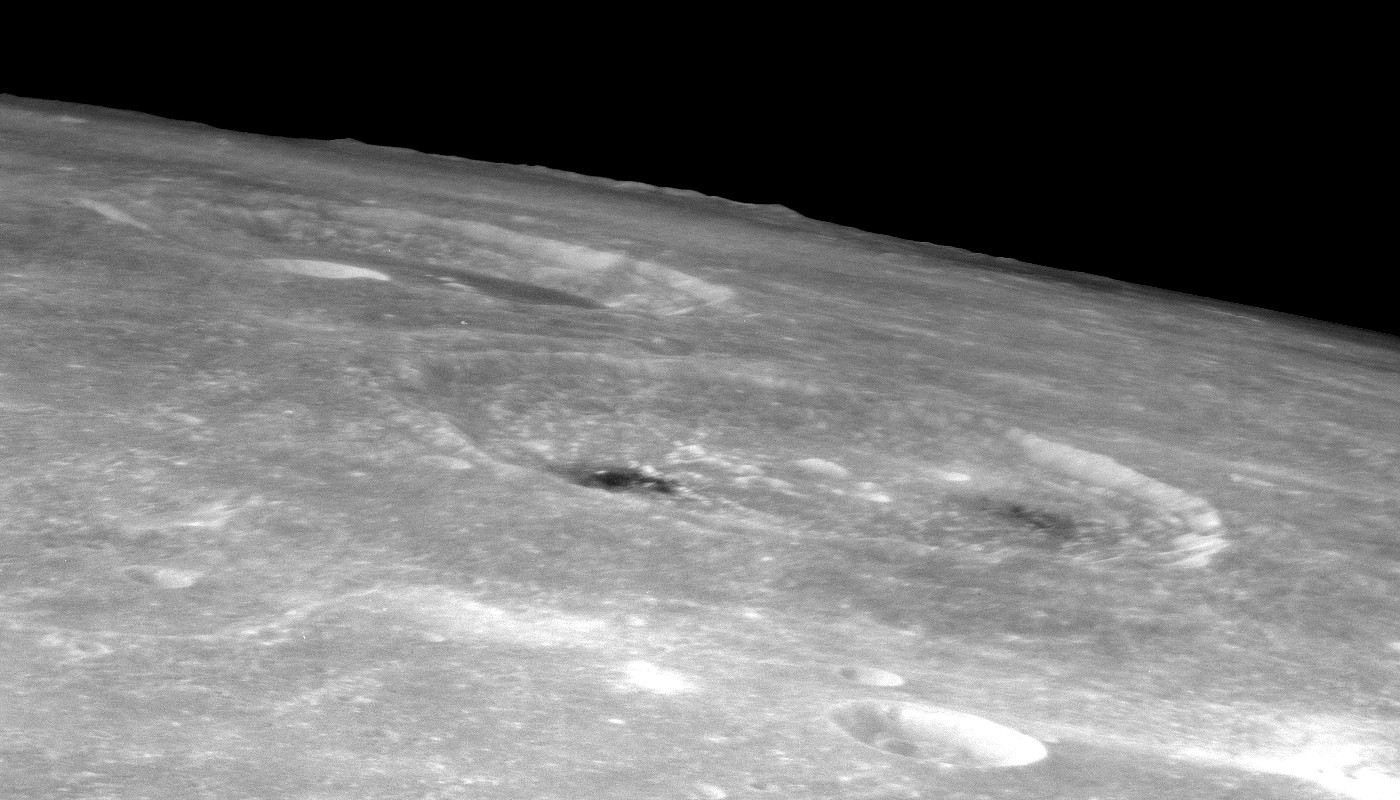
صورة لفوهتي أطلس وهرقل من بعثة ابولو 16

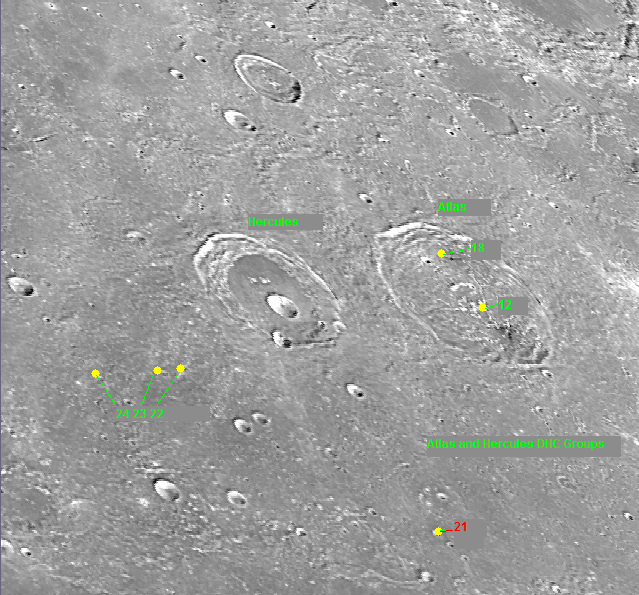
فوهة أطلس في أعلى يمين الصورة وفوهة هرقل في أسفل يسار الصورة

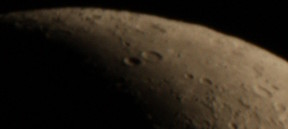
فوهتي أطلس وهرقل في المنتصف، بجانب خط الغلس.

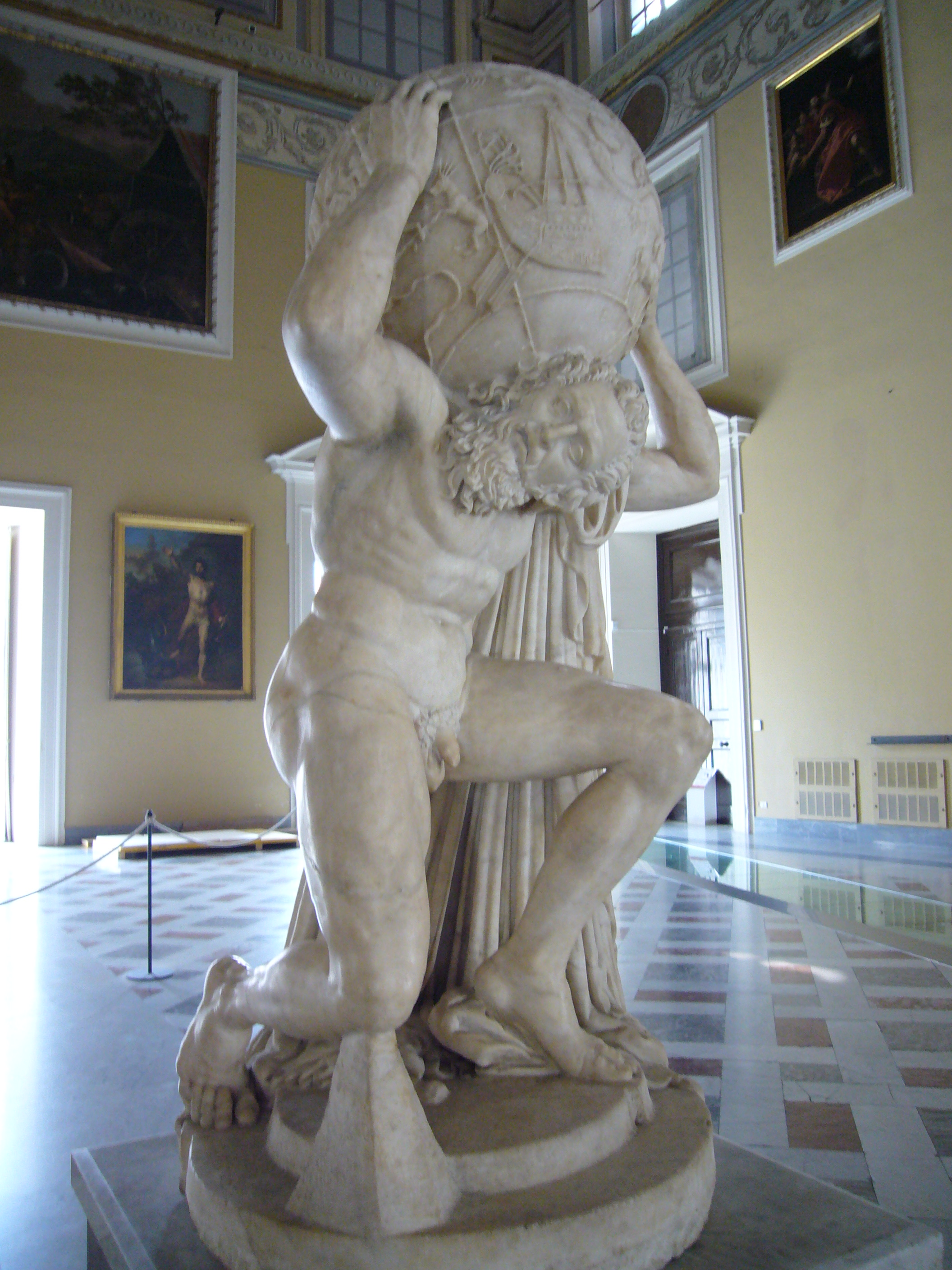
أطلس

فوهة أطلس (46.7°N 44.4°E) هي فوهة صدمية تقع في الجزء الشمالي الشرقي من سطح القمر، جنوب شرق فوهة ماري فريجوريس، غرب فوهة هرقل، شمال شرق فوهة أندميون الكبيرة.
يرجع اسم الفوهة إلى الميثولوجيا الإغريقية، فأطلس هو أحد عمالقة اليونان الذين اكتسحوا جبل أوليمبوس.

## الوصف
يبلغ قطر الفوهة حوالي 87 كيلومتر، وعمقها حوالي 2 كيلومتر، وعلى زاوية 316° من شروق الشمس. تتميز الجدران الداخلية للفوهة بأنها على شكل مدرجات بحواف حادة. كما يتميز سطحها بوجود العديد من المناطق المضيئة (لونها فاتح أكثر من باقي المناطق). تكونت أرضية الفوهة من تراكمات الحمم البركانية.
توجد بقعتين لونها أكثر قتوما على طول الحواف الداخلية للجدران؛ واحدة منهم على الحافة الشمالية والأخرى على الحافة الجنوبية الشرقية. كما توجد مجموعة من الشقوق على أرضية الفوهة تسمى بمجموعة ريما أطلس تكونت أيضا من النشاط البركاني. وبسبب الانفجارات تكونت فوهات قاتمة اللون على الحواف الداخلية للجانب الشمالي والجانب الشمالي الشرقي. كما توجد مجموعة من التلال متوسطة الحجم حول مركز الفوهة مكونه شكلا دائريا.

## فوهات القمر الصناعي
لرسم خريطة مماثلة لفوهات القمر يتم وضح حروف على كل جانب من جوانب الفوهة ومركزها لكل حرف منهم دلاله معينة.
| فوهة أطلس | خط طول  | خط عرض  | القطر      |
| --------- | ------- | ------- | ---------- |
| A         | 45.3° N | 49.6° E | 22 كيلومتر |
| B         | 50.4° N | 49.6° E | 25 كيلومتر |
| C         | 48.6° N | 42.5° E | 58 كيلومتر |
| D         | 50.7° N | 46.5° E | 23 كيلومتر |
| E         | 51.3° N | 48.6° E | 6 كيلومتر  |
| F         | 49.6° N | 52.7° E | 27 كيلومتر |
| G         | 44.4° N | 44.2° E | 4 كيلومتر  |
| H         | 45.1° N | 45.0° E | 5 كيلومتر  |

## وصلات خارجية
- فوهات القمر
- فوهة أطلس
- فوهتي أطلس وهرقل
- فوهتي أطلس وهرقل 2
- Pyroclastic deposits in Atlas crater from USGS Astrogeology Science Center Clementine 750-nm (albedo) data